# 古馬拉河
古馬拉河（Gumara River）是埃塞俄比亞西北部的河流，在座標11°53′N 37°31′E / 11.883°N 37.517°E從東面進入塔納湖，是Barbus、非洲鯽、鮎魚的重要產卵地方。
18世紀末期和19世紀初期時，不少人在河邊的溫泉浸泡以收治療之效。